# Jacques Fatton

Jacques Fatton (1959)

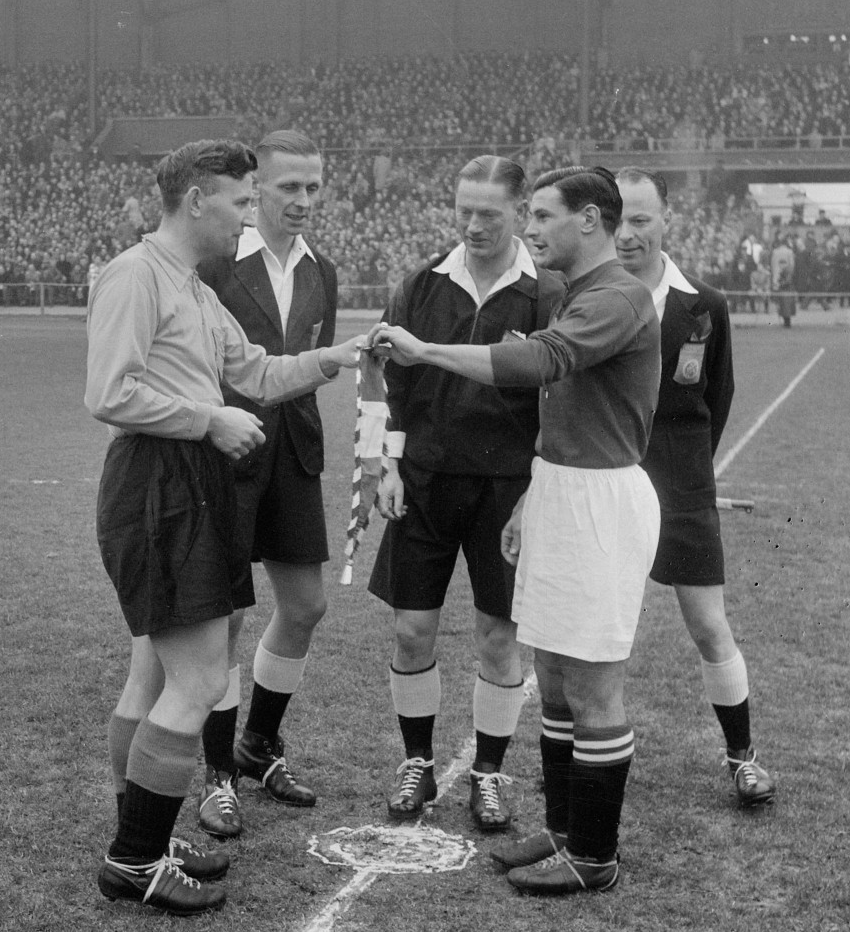
Abe Lenstra und Jacques Fatton (1953)

Jacques «Jacky» Fatton (* 19. Dezember 1925 in Exincourt, Frankreich; † 26. Juli 2011 in Genf) war ein Schweizer Fussballspieler, der in den Jahren 1946 bis 1955 in der Schweizer Fussballnationalmannschaft zu 53 Einsätzen mit 29 Toren kam.

## Vereinskarriere (1943–1963)
Der Sohn französischer Eltern begann mit 12 Jahren in der Jugendabteilung von Servette Genève mit dem Vereinsfussballspiel. Genf, das Zentrum der Westschweiz, am Ausfluss der Rhone aus dem Genfersee gelegen, blieb mit einer Unterbrechung seine fussballerische Heimat bis zum Karriereende. Mit den «Granatroten» feierte er im Stade des Charmilles den Gewinn von vier Meisterschaften in den Jahren 1946, 1950, 1961 und 1962. Am 18. April 1949 verhalf er Servette mit zwei Treffern zum 3:0-Erfolg gegen den Grasshopper Club Zürich im Cupfinal. Dreimal wurde er in den Runden 1948/49 (21 Tore), 1949/50 (32 Tore) und 1961/62 (25 Tore) Torschützenkönig der Nationalliga A. Seine Trefferquote im Jahre der WM 1950 in Brasilien: 32 Tore in 31 Spielen. Als 36-Jähriger erzielte er 1961/62 bei seinem vierten Meisterschaftsgewinn in 17 Spielen 25 Tore. Er war ein sehr torgefährlicher Flügelstürmer.
Der nur 1,66 m grosse Linksaussen verfügte über einen harten und präzisen Schuss. Reaktionsschnell brachte er sich in aussichtsreiche Schusspositionen und konnte durch seine gute athletische Verfassung auch noch in den letzten Spielminuten entscheidende Tore erzielen. Nach der WM 1954 wechselte Fatton für drei Jahre zu Olympique Lyon. Fatton steuerte in 83 Spielen 33 Tore für den Club aus dem Département Rhône bei. Besseres als ein 8. Platz in der Division 1 sprang angesichts der Konkurrenten Stade de Reims, OGC Nizza und AS Saint-Étienne aber nicht heraus. Insgesamt brachte es «Jacky» Fatton von 1943 bis 1963 in 440 Erstligaspielen auf 307 Tore.

## Nationalmannschaft (1946–1955)
Mit 20 Jahren wurde der Linksaussen von Servette Genf in die Fussballnationalmannschaft der Schweiz berufen. Am 11. Mai 1946 debütierte er in London bei der 1:4-Niederlage gegen England in der «Nati». Mit dem 53. Länderspiel am 19. Juni 1955 im heimischen Genf gegen Spanien – als Profi von Olympique Lyon – verabschiedete er sich aus der Nationalmannschaft. Zuvor hatte er an den Fussball-Weltmeisterschaften 1950 und 1954 teilgenommen. In Brasilien hatte er beim 2:2 am 28. Juni 1950 in Sao Paulo gegen die klar favorisierten Gastgeber beide Tore erzielt und damit die internationale Fussballwelt auf sich aufmerksam gemacht. Durch seine weiteren Auftritte gegen Jugoslawien und Mexiko bestätigte er auch international seine 32 Tore in der Runde 1949/50 in der Nationalliga in der Schweiz. Bei der WM 1954 vor eigenem Publikum bestritt er alle vier Spiele der Eidgenossen. Damit war er auch in der legendären «Hitzeschlacht» am 26. Juni im Lausanner Stade de la Pontaise im Viertelfinalspiel gegen Österreich im Einsatz gewesen. Nach einer 3:0-Führung nach 19 Minuten verlor das Team von Trainer Karl Rappan die Begegnung noch mit 5:7 Toren. Karl Rappan bezeichnete Jacques Fatton als den «besten Linksaussen», den es je in der Schweizer Nationalmannschaft gegeben habe.

## Abschied
Mit 38 Jahren beendete er seine Karriere nach der Saison 1962/63. Am 26. Juli 2011 verstarb er im Alter von 85 Jahren.